# Топонимия Мурманской области

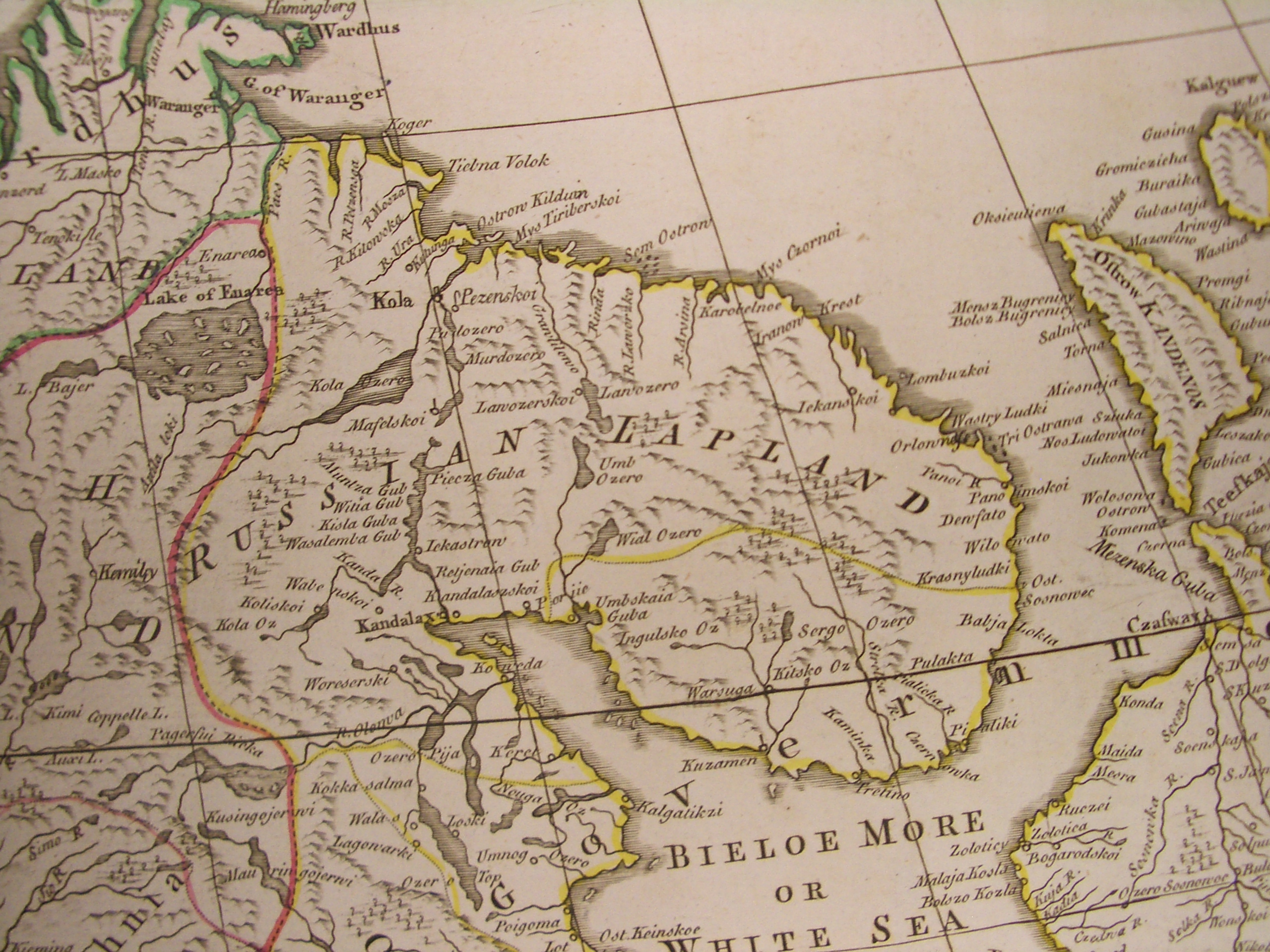
Карта «Русской Лапландии» из «Общего атласа всей Вселенной», Лондон, 1773 г., издатель Томас Китчен. Охватывает территорию современных Мурманской области, северной Карелии и части Архангельской области

Топонимия Мурманской области — совокупность географических названий, включающая наименования природных и культурных объектов на территории Мурманской области.
С древних времён этот регион был местом обитания саамов, коми-ижемцев и ненцев, в силу чего здесь сложилось и до сих пор сохраняется много топонимов на языках этих народов, охватывающий почти все природные объекты. В силу этого обстоятельства позднейший по времени образования русскоязычный топонимический пласт приобрёл ярко выраженную специфику. Это проявляется как в неравномерности распространения русскоязычных топонимов (например, до настоящего времени удельный вес топонимов саамского происхождения составляет к северу и западу от озера Имандра — 84 %, восточнее Имандры и в Хибинах — 88 % и в Ловозерских Тундрах — 97 %), так и в особенностях структуры самих русскоязычных топонимов региона, адаптировавших финно-угорскую лексику.
Впервые административно-территориальная единица с названием «Мурманская губерния» была образована 2 февраля 1920 года постановлением Временного правительства в составе Северной области из Александровского, Кемского уездов и части Олонецкой губернии. Менее чем через месяц — 21 февраля 1920 года — на территории губернии была восстановлена советская власть, после чего губерния была упразднена приказом № 44 Архангельского губернского революционного комитета от 16 марта 1920 года. Через полтора года, 13 июня 1921 года декретом ВЦИК была вновь создана Мурманская губерния из Александровского уезда Архангельской губернии, с центром в городе Мурманске. Регион с таким названием вновь просуществовал недолго — 1 августа 1927 года постановлением ВЦИК Мурманская губерния была преобразована в Мурманский округ и включена в состав Ленинградской области. Мурманский округ, в свою очередь, просуществовал чуть больше десяти лет и был ликвидирован постановлением ВЦИК от 27 мая 1938 года в связи с образованием Мурманской области. Президиум Верховного Совета СССР Указом от 28 мая 1938 года утвердил постановление ВЦИК и образовал Мурманскую область с центром в городе Мурманске в составе Кировского, Кольского, Ловозерского, Полярного, Саамского, Териберского и Терского районов, выделяемых из Ленинградской области, и Кандалакшского района, выделяемого из Карельской АССР.
Название «Мурманская область» регион сохраняет с 1938 года до настоящего времени.

## История формирования топонимии
Топонимия региона наглядно отражает историю его заселения. С древних времён регион был местом обитания саамов, коми-ижемцев и ненцев, в силу чего здесь появилось большое количество топонимов на языках этих народов, охватывающих почти все природные объекты. По мере освоения Кольского полуострова и прилегающих к нему территорий русскими в XII—XIX веках осуществлялась постепенная замена саамских топонимов русско-саамскими или поморскими топонимами на саамской основе, определившая современный облик топонимики полуострова. К настоящему времени в большинстве районов Кольского полуострова названий саамского происхождения осталось меньше половины. Так, по оценкам А. А. Минина, И. Ф. Попова, В. И. Шахновича, в районе реки Поной этот процент составляет 30-40 %. В то же время особенности освоения территории (русские поморы осваивали её, двигаясь от берега моря вдоль рек) привели к тому, что наиболее труднодоступная часть полуострова — Хибинские и Ловозёрские тундры — оказалась наименее освоенной как в хозяйственном, так и в топонимическом отношении: eщё в 1920-х годах здесь почти не было русских. Лишь в конце 1920-х годов для комплексного изучения этой территории прибыла экспедиция под руководством академика А. Е. Ферсмана. Благодаря наличию такого «топонимического заповедника» до настоящего времени удельный вес топонимов саамского происхождения составляет к северу и западу от озера Имандра — 84 %, восточнее Имандры и в Хибинах — 88 % и в Ловозерских Тундрах — 97 %.
В совокупности топонимов саамского происхождения А. А. Минин и другие исследователи выделяют по крайней мере 3 смысловых пласта:
- топонимы, имеющие «хозяйственное» значение
- топонимы — «путевые столбы»
- топонимы тотемные, имеющие культовое значение[3].

По оценкам российских исследователей Г. Керта, В. Вдовицына, А. Веретина, поглощая с XI века (а может быть и начиная с более раннего времени) исконную финно-угорскую топонимию, включавшую в себя неизвестный субстрат, русская топонимия на Севере приобрела ярко выраженное своеобразие. Субстратная топонимия проявляется в заимствующих её финно-угорских и славянских языках. Так, на территории Карелии, Республики Коми, Мурманской, Архангельской, Вологодской и Ленинградской области имеется огромный пласт адаптированных русским языком топонимов. Усвоение русским языком предшествующей топонимии обусловило её отличительные особенности. К особенностям русской топонимии вышеупомянутых регионов можно отнести соположение основ, вкрапление субстратных основ в структуру топонима или в адъективную конструкцию, использование русских суффиксов вместе с субстратными основами и т. д. Синтез разносистемных типов грамматики имён нарицательных и имён собственных породил отличительные особенности северо-русской топонимии.
Ещё одной характерной чертой топонимии Мурманской области является её многоимённость: по оценкам А. А. Минина, порядка 18 % всех географических объектов Кольского полуострова имеют несколько названий (как правило, 4-5 саамских плюс 1-2 русских, порой даже не связанных друг с другом по смыслу). Это обусловлено наличием в языке саамов 4 диалектов и 6 говоров, существенно отличающихся друг от друга. Так, горный хребет Волчьи Тундры имеет 2 саамских названия — Чирнтуодр и Намдестуодр, что означает «Горы Как Большая Волна».
В регионе имеется также пласт топонимов, связанный с набегами в регион шведов, норвежцев и финнов (с целью грабежа или рыбного промысла у Мурманского берега), длившимися на протяжении веков. В основе этих топонимов лежит слово «немецкий», что объясняется тем, что «немцами» русские называли обычно всех иноземцев-неславян, при этом финнов называли большей частью «наянами». Саамы же именовали иноземцев «чудинами», или «чудью», а шведов — руц. К этой группе топонимов относятся: Немецкая губа, лежащая недалеко от устья реки Иоканги; Немецкий остров в губе Дальней Зеленецкой; Немецкий порог в нижнем течении реки Поноя; Немецкий ручей — правый приток реки Поноя в её среднем течении; Немецкий ручей — левый приток реки Качковки; Немецкий наволок в верхнем течении Туломы. На реке Туломе ниже реки Печи был островок, который назывался Немецким (в настоящее время затоплен водами водохранилища Нижнетуломской ГЭС). Кроме этого названия, он имел также и саамское — Ладдьсуол, то есть «Финский остров».
Определённый пласт топонимов региона (главным образом ойконимов) сформировался уже в XX веке, что связано с дальнейшим военно-экономическим освоением региона. Так, сам административный центр региона — Мурманск — стал последним городом, основанным в Российской империи (1916 год), практически одновременно с ним возник будущий посёлок Апатиты, в период 1917—1941 годов были основаны населённые пункты Мурмаши, Кировск, Полярные Зори, в послевоенный период на карте региона появились также Оленегорск, Гаджиево, Заполярный, Видяево, Заозёрск и другие. Новые топонимы, возникавшие при Советской власти, имели либо «идеологический» характер, либо отражали характеристики местного климата и ландшафта.

## Состав топонимии
По состоянию на 15 декабря 2022 года, в Государственном каталоге географических названий в Мурманской области зарегистрировано 7947 названий географических объектов, в том числе 136 названий населённых пунктов. Ниже приводятся списки наиболее значимых природных объектов и крупнейших населённых пунктов Мурманской области с характеристиками их этимологии.

### Гидронимы
Область омывают два моря — Баренцево и Белое, которые имеют ряд заливов, крупнейшие из которых — Кандалакшский и Кольский, а также проливы между материковой частью региона и островами — Айновскими, Великим, Кильдин, Семь островов. В области также находится более 110 тысяч озёр площадью более 10 га и 18 209 рек длиной более 100 м. Пелагонимы (названия морей), потамонимы (названия рек) и лимнонимы (названия озёр) крупнейших водных объектов приведены ниже.

#### Пелагонимы
- Баренцево море получило своё название в 1853 году в честь голландского морехода Виллема Баренца, до этого момента моряки и картографы называли это море Северным, Сиверским, Московским, Русским, Ледовитым, Печорским и чаще всего — Мурманским[7].
- Белое море до XVII века именовали Студёное, Соловецкое, Северное, Спокойное, Белый залив. В скандинавской мифологии Белое море было известно под названием «Гандвик», а также как «Залив змей» (англ. Bay of Serpents) из-за изогнутой береговой линии[8].
- Кандалакшский залив получил название от города Кандалакша, расположенного на его берегу. Название «Кольский залив» (известен также как «Кольская губа», «Кольский фиорд», «Кульвун») восходит к слову «Кола», давшего название всему Кольскому полуострову, а также реке Кола, и острогу, основанному в 1556 году на месте впадения реки в этот залив. По оценке В. П. Вощинина, основа «кола» происходит от финно-угорского куль (ср. современное кильдин.-саам. кӯлль) — «рыба»[9].

#### Потамонимы
- Поной — название восходит к саамскому «Пьеннеой» — «собачья река»[10].
- Варзуга — имеется несколько версий по поводу происхождения гидронима. Согласно одной из них, на языке поморов «варзуга» означает веселье, шутку, лёгкость характера. В связи с тем, что некогда на берегах реки проходили большие ярмарки, где люди не только вели торговлю, но и веселились, ярмарочная площадь получила название «варзуга», что означало «весёлое место»[11].
- Умба — название происходит от саамского «умб» или «умп» — «закрытый». Река получила название по своему истоку — озеру Умбозеро, которое расположено между Хибинами и Ловозёрскими тундрами и таким образом «закрыто» со всех сторон[5].
- Нива — существуют две гипотезы происхождения названия реки Нива. Согласно одной из них, оно происходит от саамское «ньявв», «ниявв» — «быстрина». Имеется альтернативная гипотеза, согласно которой слово «нива» в речи поморов означало «порог, участок между двумя порогами»[5].
- Воронья — название происходит от саамского «Кордайок», что означаетт «река ворона». Русские несколько видоизменили перевод и назвали реку не «Воронова», как следовало бы, а «Воронья»[5].
- Кола — о происхождении названия имеется несколько гипотез. Согласно одной, название происходит от саамского «кольйок» — «золотая река», которое было усвоено русскими в виде «Кола-река» (упоминается в летописи в 1532 году), а затем трансформировалось в современное «река Кола». Согласно другой гипотезе, название восходит к финно-угорскому «кульйоки» — «рыбная река»[5].
- Тулома — происхождение названия точно не установлено. По оценке А. А. Минкина, оно могло быть принесено с Ладожского озера, где на одной из северных рек, впадающих в это озеро, — Туломе, стоял в древности город Карела. У реки Туломы Мурманской области есть ещё два названия саамского происхождения: «Вуельн Нюехт» — «Нижняя Нота» и «Бэлле Нйотт» — «Половина Ноты». Эти имена, по-видимому, намного древнее имени Тулома[5].

#### Лимнонимы
- Имандра — происхождение названия до настоящего времени точно не установлено. Имеет название Оэверь (у бабинских и екостровских саами), Аверь (у Пулозерских). По мнению В. П. Вощинина, возможно, первоначальное название было Аввь-еурь — «Открытое озеро»[9].
- Умбозеро — от саамского «умб» или «умп» — «закрытый»[5].
- Ковдозеро — от гидронима Ковдора, который происходит от саамского слова «куфт» — змея[5].
- Ловозеро- от кильд. саам. я̄ввьр «озеро»[12]. Название первой части слова (Лу-), по мнению местных саамов, происходит от «Селение сильных у озера».

### Инсулонимы
Айновские острова, расположенные в Баренцевом море, включают 2 острова — Большой Айнов и Малый Айнов, в 1920—1944 годах принадлежали Финляндии. Остров Великий, расположенный в Кандалакшском заливе, по-видимому, получил своё название из-за размеров (21 километр в длину и 8 — в ширину), поскольку действительно является самым большим в Кандалакшской губе.
Особый интерес представляет топонимия острова Кильдин. До настоящего времени происхождение топонима «Кильдин» остаётся невыясненным. На ранних картах XVI века остров изображен с названием Kilun, затем голландцы нанесли его на карту под именем Kildyin, и на протяжении нескольких веков остров наносили на иностранные и русские карты под названием «Кильдюйн». Русский полярный исследователь Ф. П. Литке в 1822 году исправил это название на «Кильдин»: «Остров Кильдин, а не Кильдюйн, как мы доселе, подражая голландцам его называли…». С тех пор остров на российских картах обозначается под названием Кильдин. Значение основы «кильдин» не выяснено, по оценке В. П. Вощинина, возможно, слово происходит от кильтед — «запрещать», то есть «запретное место». Существует также точка зрения, что Kilun может быть искажённым финно-угорским куль — «рыба», и соответственно, значение названия — «рыбный».
Семь островов, входящие в состав Кандалакшского заповедника, включают в себя 5 островов основной группы — Харлов, Большой и Малый Зеленец, Вешняк и Кувшин, 2 Лицких острова (Большой и Малый), а также острова Харловские Баклыши, Луда, Сиков и ещё около десятка менее крупных.

### Ойконимы
- Мурманск — по оценке кольского краеведа И. Ф. Ушакова, слово «мурман» произошло от слова «norman», которое изначально звучало как [nur’man][15]. «Мурманами», «урманами» русские люди называли норвежцев, норманнов. Позднее это название было перенесено и на землю, где происходили события с участием иностранцев. «Мурманом» стали называть побережье Баренцева моря, а затем и весь Кольский полуостров. Соответственно, название «Мурманск» означает «город на Мурмане»[5]. Город основан в 1916 году, став последним городом, основанным в Российской империи, и при основании получил название «Романов-на-Мурмане». После Февральской революции, 3 апреля 1917 года[16] получил своё нынешнее название — Мурманск[17].
- Апатиты — основан в 1916 году как железнодорожная станция Белый в связи с началом строительства Мурманской железной дороги[18], в 1926 году основан посёлок Апатиты, в 1935 году преобразованный в посёлок городского типа[19] в связи с открытием и разработкой Хибинских месторождений апатито-нефелиновых руд, в 1966 году получил статус города.
- Кандалакша — по мнению А. А. Минкина, топоним «Кандалакша» произошел от карельских слов «лакша» — залив и «Канда» — имя реки, впадающей в этот залив, и в несколько русифицированном виде означает «Кандский залив», то есть залив реки Канды[5]. Впервые Кандалакша упоминается в документах, датированных 1517 годом[20].
- Кировск — создан в 1929 году как посёлок Хибиногорск (название от оронима Хибины), в 1931 получил статус города, а 15 декабря 1934 года постановлением ЦИК СССР был переименован в Кировск в честь С. М. Кирова, убитого 1 декабря того же года[21].
- Ковдор — название происходит от гидронима Ковдора, который, в свою очередь, происходит от саамского слова «куфт» — змея[5].
- Мончегорск — названием от гидронима Монча — река, окрестности которой издавна называли Мончетундра. «Монче» — по-саамски «красивый», «тундра» — «горный массив»[5].
- Оленегорск — основан в 1947 году как рабочий посёлок, название получил от расположенной рядом железнодорожной станции Оленья (дата образования — 1916 год), преобразован в город Оленегорск 27 марта 1957 года[22].
- Полярные Зори — основан в 1932 году как поселок Зашеек, в 1935 году получил статус рабочего посёлка, в 1976 году переименован в Полярные Зори, в 1991 году получил статус города областного подчинения[23].
- Гаджиево — до 1967 года посёлок именовался «Ягельная Губа», в 1967 году получил название Гаджиево в память о Герое Советского Союза М. И. Гаджиеве. В 1981 году рабочий посёлок Гаджиево по Указу Президиума Верховного Совета РСФСР получил статус города закрытого типа с новым названием «Скалистый», но в открытой переписке именовался «Мурманск-130». По распоряжению правительства России в 1994 году название «Скалистый» стало официальным, а в 1999 году город был вновь переименован в Гаджиево[24].
- Полярный — заложен как порт летом 1896 года, в 1899 году поселение получило статус города под названием Александровск честь императора Александра III. В 1926 году преобразован в сельское поселение, в 1931 году село Александровское было переименовано в Полярное, а в 1939 году село стало городом Полярный[25]
- Заполярный — заложен в 1955 году как посёлок при Ждановском горно-обогатительном комбинате, в 1956 году получил наименование «Заполярный» (по местонахождению — за полярным кругом), указом Президиума Верховного Совета РСФСР от 30 мая 1957 года отнесён к категории рабочих посёлков, указом Президиума Верховного Совета РСФСР от 1 февраля 1963 года рабочий посёлок Заполярный был преобразован в город районного подчинения[26].
- Снежногорск — основан как посёлок судоремонтного завода «Нерпа», в 1973 году получил название «Вьюжный» (которое отражает зимнюю погоду в этой точке земли), в 1980 году посёлок получил статус города и открытое наименование Мурманск-60, а 4 января 1994 года распоряжением Правительства РФ № 3 переименован в Снежногорск[27].
- Видяево — основан в 1958 году, первоначально назывался «Урица», по расположению в губе Ура. 6 июля 1964 года переименован в Видяево в честь моряка подводника Фёдора Видяева[28].
- Заозёрск — основан в 1958 году, как поселок «Заозёрный», в 1981 году присвоен статус города. Город носил имена «Североморск-7», «Мурманск-150», «Западная Лица». В 1994 году город переименован в «Заозёрск»[29].
- Островной — упоминается в летописях с 1611 года как Йоканьгский погост, в 1920—1938 годах носил название село Йоканьга, до 1981 года — посёлок Гремиха, до 1992 года — Мурманск-140, с 1992 года — Островной[30]
- Североморск — поселение существовало с 1896—1897 годах под названием по имени одноимённых губы и реки — «Ваенга». Это название, в свою очередь возникло от саамского «вайонгг» — самка оленя, важенка[31]. Указом Президиума Верховного Совета РСФСР от 4 августа 1948 года населенный пункт Ваенга Полярного района был отнесен к категории рабочих посёлков, а Указом Президиума Верховного Совета РСФСР от 18 апреля 1951 года посёлок Ваенга преобразован в город Североморск[32].
- Мурмаши — в виде хутора возник около 1920 года, сформировался как рабочий посёлок при строительстве Нижнетуломской ГЭС, указом Президиума ВС РСФСР от 27 ноября 1938 года переведён в категорию рабочих посёлков. Точное происхождение названия не установлено, существует ряд топонимических легенд. Согласно одной, селение получило название по имени рыбака-саама Мурмаша, жившего близ устья Туломы, по другой версии — так называли пса хозяина[33].

### Оронимы
«Хибины» — ороним саамского происхождения, включает Хибины Умбозерские (Хибинские тундры) и Хибины Ловозерские (Ловозерские тундры). Слово «Хибины» у саамов использовалось как понятие горной страны, сильно расчленённой, со сквозными долинами, цирками, с плоскими вершинами и снежными перелетками. Поскольку одна из вершин Монче-тундры очень похожа на Хибины, она получила у саамов название Хиппикнюнчорр. До сих пор возвышенность Ватумнахк к северу от среднего течения реки Йоканги семиостровские саамы называют «Хибины нашей земли», так как она близко подходит к тем признакам, которые определяют термин «Хибины». По оценке А. Казакова, названия Хибинских тундр (Умтэк, а Ловозерских — Луяврурт) следует считать более поздними, производными лимнонимов «Умбозеро» и «Ловозеро».
Высочайшая вершина Хибин — гора Юдычвумчорр («Гудящая гора») получила своё название от кильд. саам. юддть — «гудеть». Она также иногда называется «горой Ферсмана» в честь исследователя Хибин академика А. Е. Ферсмана, который поднимался на неё в 1920 году.
Самые большие горные массивы Хибин носят название Кукисвумчорр, что в переводе с саамского означает «Горный массив у Длинной долины», и Часначорр — «Гора дятла».